# Bäckertor (Landsberg am Lech)

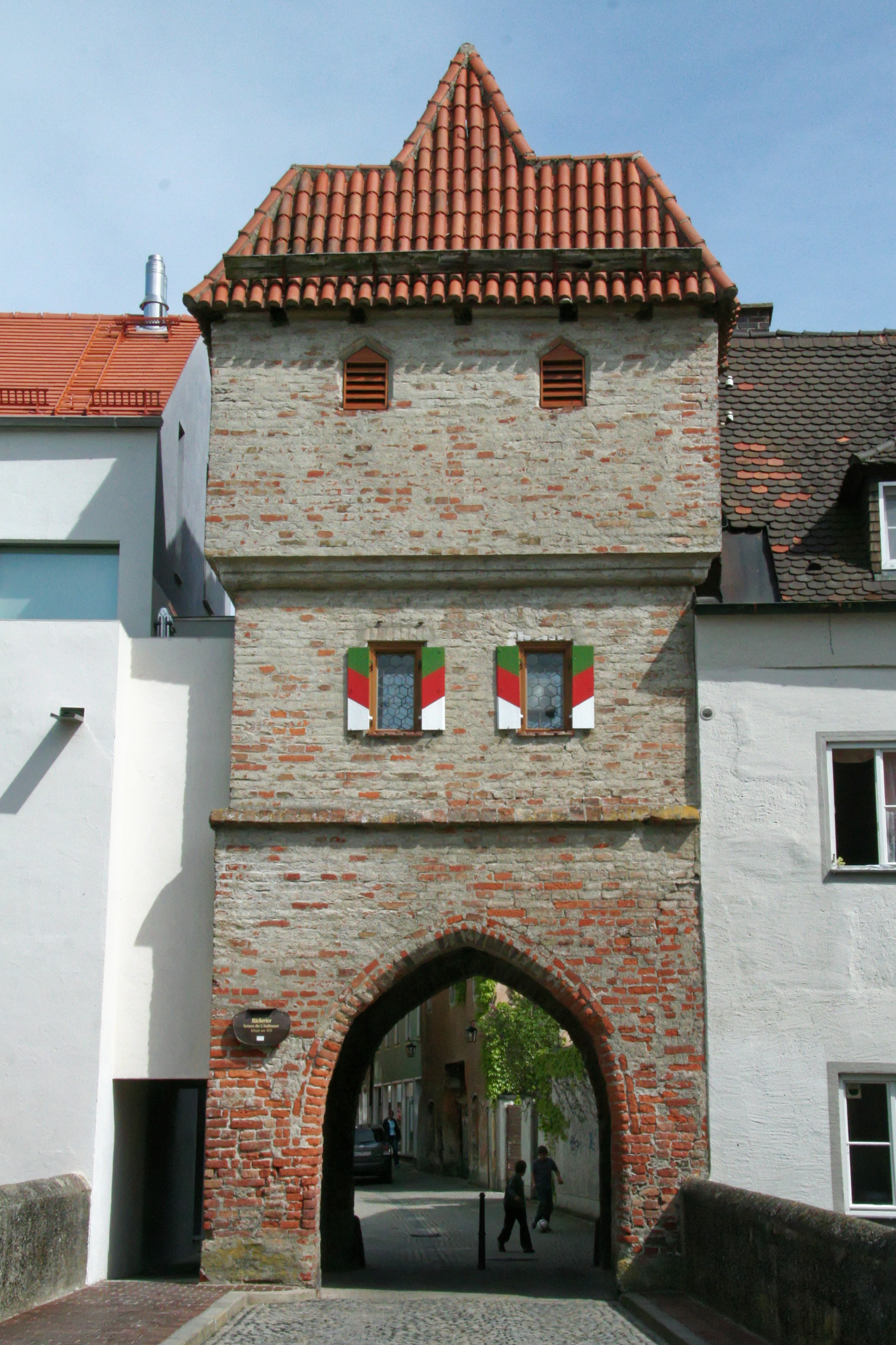
Bäckertor in Landsberg am Lech (Feldseite)

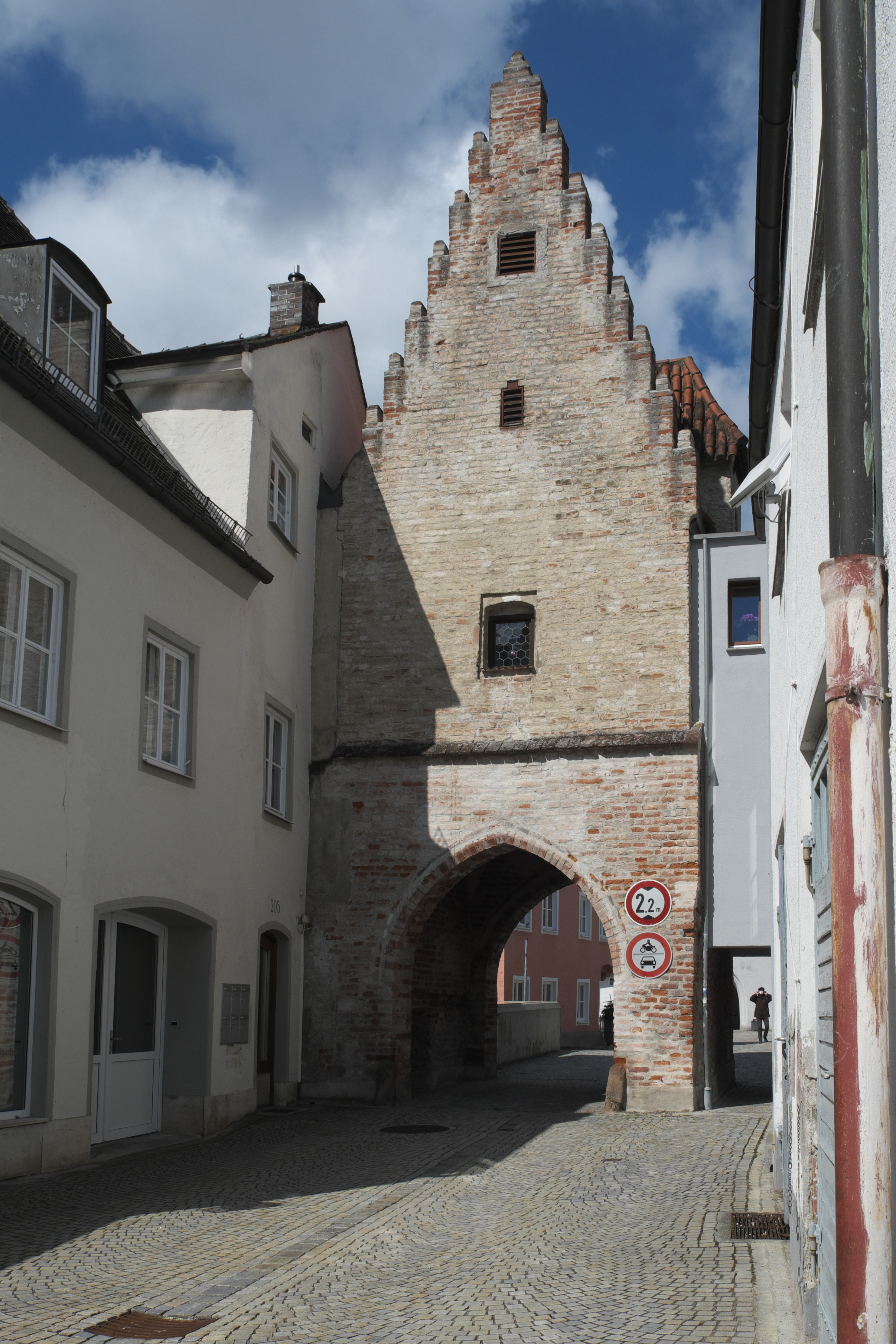
Stadtseite

Das Bäckertor in Landsberg am Lech, der Kreisstadt des Landkreises Landsberg am Lech in Oberbayern, wurde um 1435 errichtet. Das Stadttor mit der Adresse Hintere Mühlgasse 204 ist ein geschütztes Baudenkmal.
Das Stadttor besitzt über einer spitzbogigen Durchfahrt einen eingeschossigen Rohbacksteinbau mit Stufengiebel nach Osten und Walmdach nach Westen. Der Bau wurde dendrologisch auf 1435 datiert. 
Im 16. Jahrhundert erfolgte der Ausbau als Wohnung.